# Ioduro mercurico
Lo ioduro mercurico è il sale di mercurio(II) dell'acido iodidrico, di formula HgI2.
A temperatura ambiente si presenta come un solido rosso inodore. È un composto molto tossico, pericoloso per l'ambiente.
Lo si può ottenere dalla reazione di soluzioni concentrate di ioduro di potassio e cloruro mercurico tramite la reazione:
{\displaystyle {\ce {HgCl2 + 2KI -> HgI2 + 2KCl}}}
lo ioduro di potassio deve essere in eccesso per garantire la completa trasformazione nel suo sale mercurico, altrimenti si forma il complesso HgCl2·HgI2.